# Col
Col (przestarzałe Podvelb, wł. Zolla, niem. Zoll) – osada na skraju płaskowyżu Kras górującego nad Doliną Vipavską w gminie Ajdovščina w słoweńskim Przymorzu. Przez osadę prowadziła rzymska droga. Jej umiejscowienie, górujące nad doliną na głównej drodze prowadzącej w głąb lądu było wykorzystywane w średniowieczu oraz później, jako punkt kontrolny między Przymorzem i Krainą.

## Nazwa
Osada była po raz pierwszy wzmiankowana w pisanych źródłach jako Zoll oder Podgweld i Zoll oder Podgwelb w latach 1763-1787. Słoweńska nazwa Col jest zapożyczona z średnio-wysoko-niemieckiego zol (w obecnym niemieckim Zoll) „cło”. Col znajduje się na granicy między historycznymi habsburskimi ziemiami, Krainą i Gorycją i był punktem poboru myta. Col był początkowo znany jako Podvelb (niem. Podgwelb); dosłownie, „pod łukiem”, w odniesieniu do zamku, który dawniej znajdował się koło kościoła św. Leonarda.

## Kościół
Kościół parafialny w osadzie nosi wezwanie świętego Leonarda i należy do diecezji koperskiej.